# Tarrutenio Massimiliano
Tarrutenio Massimiliano (in latino  Tarrutenius Maximilianus; fl. V secolo) è stato un politico romano.
La sua carriera è nota tramite un'iscrizione sulla base di una statua eretta in suo onere da suo genero, il console del 438 Anicio Acilio Glabrione Fausto; la base fu ritrovata vicino al Foro romano ed è conservata ai Musei Vaticani, Galleria Chiaramonti (inv. 1442).
All'età di diciannove anni, Massimiliano ricoprì la carica di consularis (governatore) della provincia del Picenum Suburbicarium; la carica deve essere successiva al 398, quando la nuova provincia fu creata scorporandola dal Flaminia et Picenum Annonarium.
Massimiliano ricoprì poi la carica di vicarius urbis Romae e per due volte fece parte di ambasciate del Senato romano presso l'imperatore.
Fu probabilmente il padre di Giulio Agrio Tarrutenio Marciano ed, evidentemente, della moglie di Glabrione. È possibile che fosse il figlio di Mariniano che nel 409 fu catturato presso Roma dai Goti di Alarico I e per cui Mariniano dovette pagare 30.000 solidi.